# Placówka Straży Celnej „Chałupy”

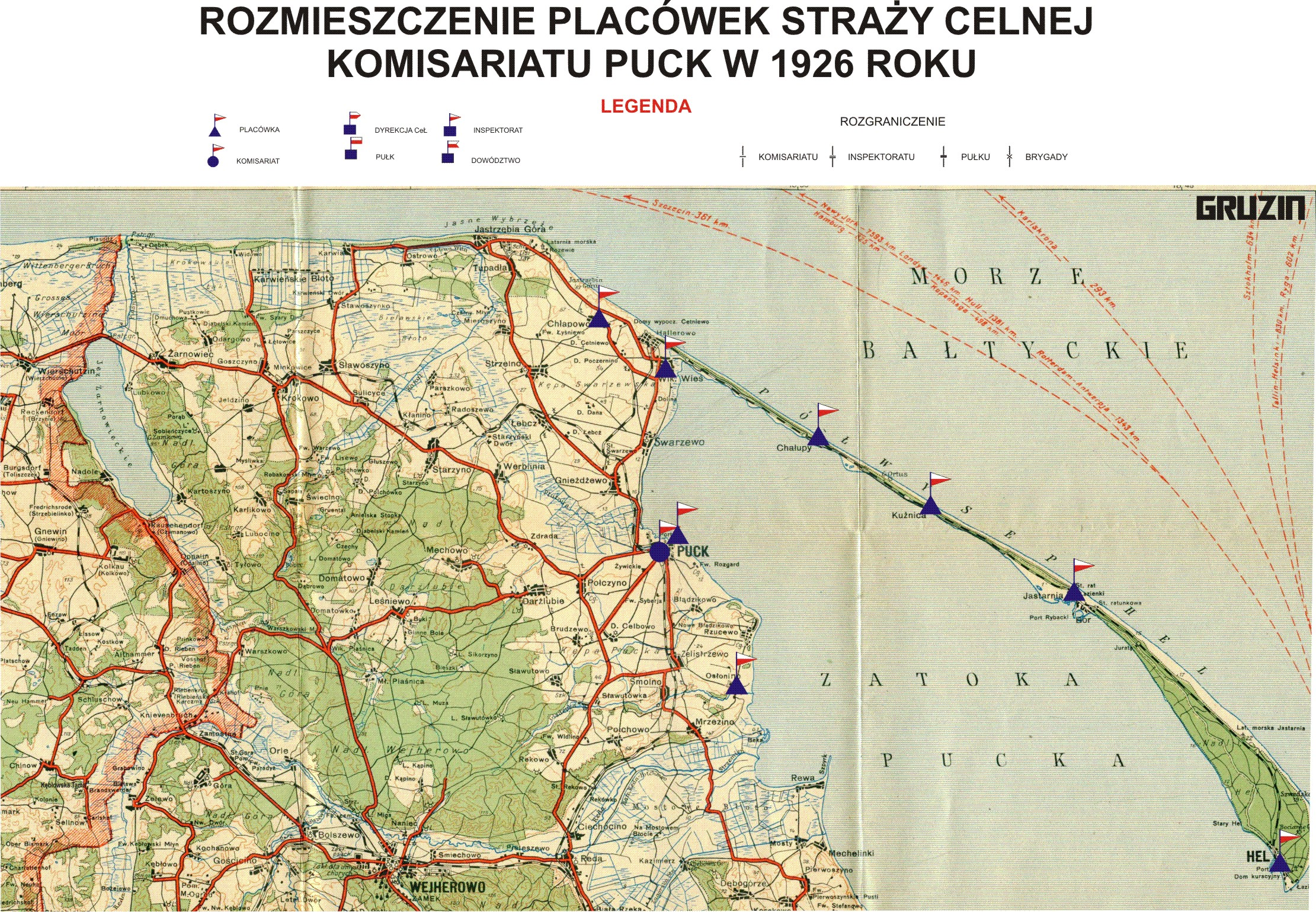
komisariat SC „Puck”

Placówka Straży Celnej „Chałupy” – jednostka organizacyjna Straży Celnej pełniąca w okresie międzywojennym służbę ochronną na granicy państwowej.

## Formowanie i zmiany organizacyjne
Na wniosek Ministerstwa Skarbu, uchwałą z 10 marca 1920 roku, powołano do życia Straż Celną. Od połowy 1921 roku jednostki Straży Celnej rozpoczęły przejmowanie odcinków granicy od pododdziałów Batalionów Celnych. Proces tworzenia Straży Celnej trwał do końca 1922 roku. Placówka Straży Celnej „Chałupy” weszła w podporządkowanie komisariatu Straży Celnej „Puck” z Inspektoratu SC „Wejherowo”.
W drugiej połowie 1927 roku przystąpiono do gruntownej reorganizacji Straży Celnej. W praktyce skutkowało to rozwiązaniem tej formacji granicznej. Ochronę północnej, zachodniej i południowej granicy państwa przejęła powołana z dniem 2 kwietnia 1928 roku Straż Graniczna. W strukturach nowo powstałej formacji nie odtworzono placówki „Chałupy”.

## Służba graniczna
Sąsiednie placówki
- placówka Straży Celnej „Kuźnica” ⇔ placówka Straży Celnej „Chłapowo” – 1926[8]

## Funkcjonariusze placówki
Kierownicy placówki
| stopień          | imię i nazwisko, numer  | okres pełnienia służby | kolejne stanowisko |
| ---------------- | ----------------------- | ---------------------- | ------------------ |
| starszy strażnik | Ludwik Wróblewski (888) | był w 1926             |                    |

Obsada personalna placówki w 1926:
- starszy strażnik Ludwik Wróblewski (888)
- strażnik Walerian Wiliński (288)